# Juliana de Hesse-Philippsthal
Juliana de Hesse-Philippsthal (Zutphen, 8 de junho de 1761 – Buckeburgo, 9 de novembro de 1799), foi uma condessa de Eschaumburgo-Lipa, casada em 1780 com Filipe II, Conde de Eschaumburgo-Lipa. Foi regente de Eschaumburgo-Lipa enquanto o seu filho, Jorge Guilherme, foi menor de idade, entre 1787 e 1799.

## Vida
Juliana era filha de Guilherme, Conde de Hesse-Philippsthal (1726–1810) e da sua esposa, a condessa Ulrica Leonor de Hesse-Philippsthal-Barchfeld (1732–1795). Passou alguns anos da sua juventude em Hertogenbosch, onde o seu pai prestou serviço militar como general do exército holandês. Recebeu uma educação tipicamente alemã.
A 10 de Outubro de 1780 casou-se em Philippsthal com o conde Filipe Ernesto de Eschaumburgo-Lipa. Na altura em que se casou, Filipe Ernesto era viúvo e já tinha cinquenta-e-sete anos de idade, acabando por morrer apenas sete anos depois. A condessa Juliana assumiu então o governo do condado, juntamente com o conde Johann Ludwig, Reichsgraf von Wallmoden-Gimborn, como regente do seu filho Jorge Guilherme que era ainda menor de idade.  Pouco tempo depois, o conde Guilherme de Hesse-Cassel enviou tropas e ocupou Eschaumburgo-Lipa, afirmando que os territórios eram agora um feudo de Hesse que tinha ficado sem governantes após a morte de Filipe Ernesto. Com o apoio de Hanôver, da Prússia e do Conselho Imperial, Juliana conseguiu expulsar rapidamente as tropas de Hesse.
O governo de Juliana é considerado extremamente benéfico. Levou a cabo reformas na economia e educação, diminui o tamanho da corte, continuou a promover a política de tolerância para com os judeus que tinha sido introduzida pelo seu sogro, e conseguiu baixar os impostos. Nomeou Bernhard Christoph Faust como médico pessoal e apoiou-o significativamente na introdução da inoculação da varíola.
Juliana deu início à remodelação do Castelo de Hagenburg e é considerada a fundadora do spa de Bad Eilsen.
Morreu de uma constipação grave e foi sepultada num mausoléu na Floresta de Schaumburgo. O conde von Wallmoden-Gimborn continuou como regente do seu filho.

## Descendência
Com Filipe II, Conde de Eschaumburgo-Lipa, teve quatro filhos:
1. Leonor Luísa de Eschaumburgo-Lipa (24 de dezembro de 1781 - 7 de janeiro de 1783), morreu aos dois anos de idade.
2. Guilhermina Carlota de Eschaumburgo-Lipa (18 de maio de 1783 - 6 de agosto de 1858), casada com Ernesto, Conde de Münster; com descendência.
3. Jorge Guilherme, Príncipe de Eschaumburgo-Lipa (20 de dezembro de 1784 – 21 de novembro de 1860), casado com a princesa Ida de Waldeck e Pyrmont; com descendência.
4. Carolina Luísa de Eschaumburgo-Lipa (29 de novembro de 1786 - 1 de julho de 1846), nunca se casou nem teve filhos.

Posteriormente, Juliana ter-se-á casado morganaticamente com um homem chamado Clemens Augustus von Kaas de quem teve dois filhos:
1. Clemente von Kaas, Barão de Althaus (17 de janeiro de 1790 - 13 de janeiro de 1836), militar alemão que participou na Batalha de Waterloo e na Guerra de Independência do Peru; casado com María Manuela Flores del Campo y Tristán; com descendência.[1]
2. August von Kaas, Barão de Althaus (1791-1875), casado primeiro com Carolina von Reischach; com descendência. Casado depois com Ernestina von Reischach; com descendência.

## Genealogia
| Juliana de Hesse-Philippsthal | Pai: Guilherme, Conde de Hesse-Philippsthal        | Avô paterno: Carlos I, Conde de Hesse-Philippsthal                  | Bisavô paterno: Filipe, Conde de Hesse-Philippsthal        |
| Juliana de Hesse-Philippsthal | Pai: Guilherme, Conde de Hesse-Philippsthal        | Avô paterno: Carlos I, Conde de Hesse-Philippsthal                  | Bisavó paterna: Catarina de Solms-Laubach                  |
| Juliana de Hesse-Philippsthal | Pai: Guilherme, Conde de Hesse-Philippsthal        | Avó paterna: Carolina Cristina de Saxe-Eisenach                     | Bisavô paterno: João Guilherme III, Duque de Saxe-Eisenach |
| Juliana de Hesse-Philippsthal | Pai: Guilherme, Conde de Hesse-Philippsthal        | Avó paterna: Carolina Cristina de Saxe-Eisenach                     | Bisavó paterna: Cristina Juliana de Baden-Durlach          |
| Juliana de Hesse-Philippsthal | Mãe: Ulrica Leonor de Hesse-Philippsthal-Barchfeld | Avô materno: Guilherme, Conde de Hesse-Philippsthal-Barchfeld       | Bisavô materno: Filipe, Conde de Hesse-Philippsthal        |
| Juliana de Hesse-Philippsthal | Mãe: Ulrica Leonor de Hesse-Philippsthal-Barchfeld | Avô materno: Guilherme, Conde de Hesse-Philippsthal-Barchfeld       | Bisavó materna: Catarina de Solms-Laubach                  |
| Juliana de Hesse-Philippsthal | Mãe: Ulrica Leonor de Hesse-Philippsthal-Barchfeld | Avó materna: Carlota Guilhermina de Anhalt-Bernburg-Schaumburg-Hoym | Bisavô materno: Lebrecht, Príncipe de Anhalt-Zeitz-Hoym    |
| Juliana de Hesse-Philippsthal | Mãe: Ulrica Leonor de Hesse-Philippsthal-Barchfeld | Avó materna: Carlota Guilhermina de Anhalt-Bernburg-Schaumburg-Hoym | Bisavó materna: Everaldina de Weede                        |